# Buenavista (El Oro)
Buenavista ist eine Kleinstadt und eine Parroquia rural („ländliches Kirchspiel“) im Kanton Pasaje der ecuadorianischen Provinz El Oro. Die Parroquia besitzt eine Fläche von 41,12 km². Die Einwohnerzahl lag im Jahr 2010 bei 6541. Etwa zwei Drittel davon wohnten im Hauptort Buenavista.

## Lage
Die Parroquia Buenavista liegt im Küstentiefland im Südwesten von Ecuador. Das Verwaltungsgebiet wird von den Flüssen Río Palenque und Río Buenavista im Norden und im Süden begrenzt. Der 22 m hoch gelegene Hauptort befindet sich 5 km südwestlich vom Kantonshauptort Pasaje. Die Fernstraße E584 (Pasaje–Cuenca) verbindet Buenavista mit Pasaje sowie mit der 5 km weiter westlich verlaufenden E25 (El Guabo–Santa Rosa). Ferner führt die E585 von Buenavista nach Zaruma.
Die Parroquia Buenavista grenzt im Nordwesten an das Municipio von Machala, im zentralen Norden an die Parroquia La Peaña, im Nordosten und im Osten an das Municipio von Pasaje, im Süden an die Parroquia La Victoria (Kanton Santa Rosa) sowie im Westen an die Parroquia El Retiro (Kanton Machala).

## Orte und Siedlungen
Der Hauptort Buenavista ist in 19 Barrios und Ciudadelas gegliedert. Weiterhin gibt es im ländlichen Bereich der Parroquia folgende Sitios:
- Aserrío
- Avelina
- Calichana
- Cristo del Consuelo
- La Molina
- Sitio Nuevo
- Virgen del Carmen

## Geschichte
Die Parroquia Buenavista wurde am 3. April 1884 als Teil des Kantons Machala gegründet. Am 1. November 1894 wurde die Parroquia in den neu geschaffenen Kanton Pasaje überführt.